# The Fabled City
The Fabled City es el segundo álbum de estudio de The Nightwatchman, alter ego de Tom Morello. Fue lanzado el 30 de septiembre de 2008.
Este álbum fue lanzado bajo el nuevo nombre de The Nighwatchman: Tom Morello: The Nightwatchman.
Artistas como Serj Tankian (de System of a Down), Shooter Jennings y Perry Farrell (de Jane's Addiction) colaboran en la grabación, producida por Brendan O'Brien, que produjo el álbum debut de The Nightwatchman, One Man Revolution, y que también había trabajado con artistas como Pearl Jam, Audioslave y Rage Against the Machine.
El 8 de agosto del 2008 la canción Whatever It Takes fue lanzado por el MySpace de The Nightwatchman, y el 25 de octubre del mismo año se hace lo mismo con el bonus track Shake My Shit, que cuenta con vocales de Perry Farrell.

## Lista de canciones
| N.º | Título                                                                   | Duración |  |
| 1.  | «The Fabled City»                                                        | 3:10     |  |
| 2.  | «Whatever It Takes»                                                      | 4:11     |  |
| 3.  | «The King of Hell»                                                       | 3:14     |  |
| 4.  | «Night Falls»                                                            | 3:48     |  |
| 5.  | «The Lights Are On in Spidertown»                                        | 3:21     |  |
| 6.  | «Midnight in the City of Destruction»                                    | 4:53     |  |
| 7.  | «Saint Isabelle»                                                         | 3:31     |  |
| 8.  | «Lazarus On Down» (con Serj Tankian)                                     | 3:34     |  |
| 9.  | «Gone Like Rain»                                                         | 3:39     |  |
| 10. | «The Iron Wheel» (con Shooter Jennings)                                  | 2:40     |  |
| 11. | «Rise to Power»                                                          | 3:57     |  |
| 12. | «Facing Mount Kenya» (Bonus track de la versión de iTunes)               | 4:08     |  |
| 13. | «Shake My Shit» (Bonus track de la versión de iTunes (con Perry Farrell) | 3:46     |  |

## Personal
- The Nightwatchman (Tom Morello): Voz, guitarra
- Serj Tankian: Coros en Lazarus on Down
- Shooter Jennings: Coros en The Iron Wheel
- Perry Farrell: Coros en Shake my Shit
- Daniel Laufer: Violoncelo en Night Falls y en Lazarus on Down
- David Hammons: "Inspiración"
- Brendan O'Brien: Productor
- Aimee MacAuley: Arte y diseño
- Jamie Young: Representación
- Tom Tapley: Asistente de ingeniero de sonido
- Nick DiDia: Ingeniero de sonido
- Sean Ricigliano: Fotografía
- Bob Ludwig: Masterización